# Вадыръяха
Вадыръяха (устар. Выдыр-Яха) — река в России, протекает по территории Ямало-Ненецкого автономного округа. Устье реки находится в 47 км по правому берегу протоки Ереям Малого Таза. Длина реки составляет 78 км.

## Данные водного реестра
По данным государственного водного реестра России относится к Нижнеобскому бассейновому округу, водохозяйственный участок реки — Таз. Речной бассейн реки — Таз.
Код объекта в государственном водном реестре — 15050000112115300071834.